# ムハンマド・アル＝メンフィ
ムハンマド・ユーニス・アル＝メンフィ（アラビア語: محمد يونس المنفي, ラテン文字転写: Mohamed Yunus al-Menfi、1976年3月3日 - ）は、リビアの外交官、政治家。名前のアルファベット表記はMohammedの他にMohamed、Mohammad、Muhammadなどがある。

## 経歴
1976年3月3日、トブルクで生まれる。カダフィ政権崩壊後の2012年から2014年まで国民議会の議員をつとめた。駐ギリシャリビア大使を務めた後、2021年3月15日に国民統一政府の大統領評議会議長となる。